# Ningirsu
Ningirsu var i mesopotamisk mytologi ett namn på Ninurta. Ningirsu var staden Girsus huvudgud. 